# Tank (voertuig)

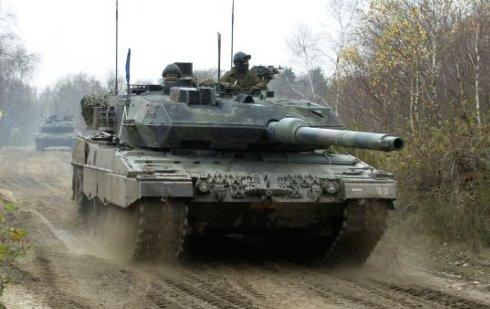
Leopard 2A7 MBT

Een tank is een gepantserd militair gevechtsvoertuig met rupsbanden en met als hoofdbewapening een kanon dat als hoofdfunctie heeft om direct vuur af te geven; dit kanon is meestal opgenomen in een 360° draaibare geschutskoepel (toren). De tank moet dus onderscheiden worden van andere gepantserde gevechtsvoertuigen met rupsbanden zoals gemechaniseerd geschut en pantserhouwitsers, en van gepantserde gevechtsvoertuigen zonder rupsbanden zoals pantserwagens.
De tank wordt bij acties gebruikt waarbij vuurkracht, bepantsering en beweeglijkheid op de voorgrond staan. Ze vormen de kern bij veel offensieve operaties. Bij defensieve operaties zal de tank ingezet worden als mobiele bunker of in reserve worden gehouden voor het eventueel uitvoeren van tegenstoten. Men onderscheidt tegenwoordig drie categorieën tanks; lichte tanks van 8 tot 25 ton, middelzware tanks van 25 tot 50 ton, en zware tanks met een gewicht van minimaal 50 ton. Het kanon wordt ingedeeld in klein kaliber (<75mm) en groot kaliber (>75mm). Als nevenbewapening fungeert meestal een coaxiale mitrailleur (mitrailleur die naast en evenwijdig aan het kanon is ingebouwd en de bewegingen ervan volgt) tegen licht- of ongepantserde doelen, deze kan echter ook worden gebruikt als richtmiddel voor het kanon. Verder kan een tank voorzien zijn van een mitrailleur tegen luchtdoelen, een lanceerinstallatie voor (geleide) raketten en/of rookbuslanceerbuizen ter verdediging.
Het woord "tank" stamt uit het Engels; in Nederland werd tot de Tweede Wereldoorlog meestal de term vechtwagen gebruikt. Oorspronkelijk werd het woord 'tank' tijdens de Eerste Wereldoorlog gebruikt om te maskeren dat het om een nieuw (geheim) wapen ging. De arbeiders die de enorme stalen rompen fabriceerden werd wijsgemaakt dat ze grote mobiele watertanks aan het maken waren.

## Ontstaansgeschiedenis

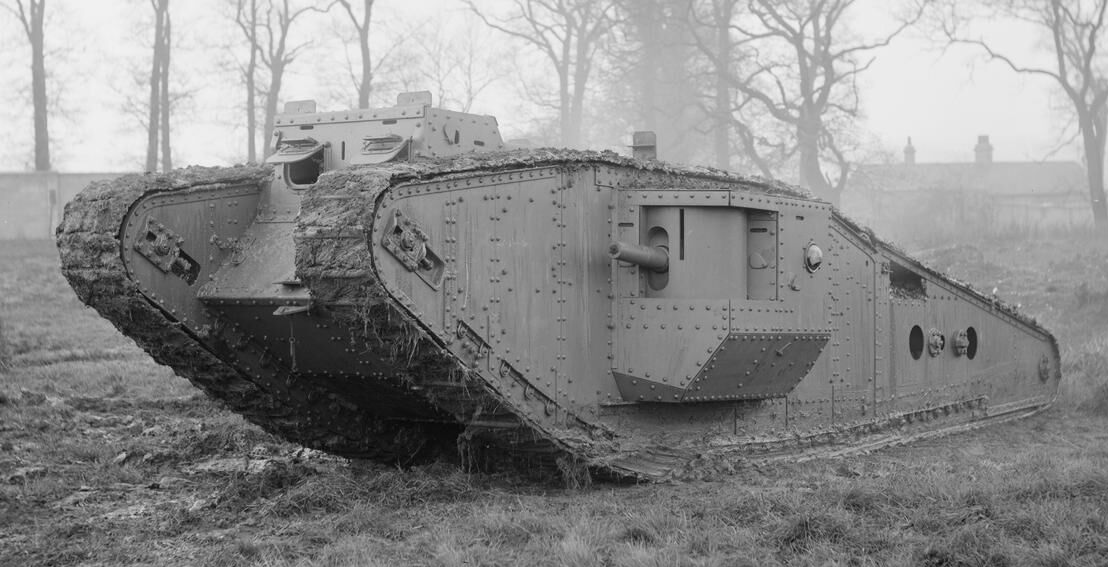
Een Britse Mark IV.

Om de impasse waarin de Eerste Wereldoorlog was geraakt te doorbreken, zochten alle betrokken partijen koortsachtig naar nieuwe wapens.
Al ruim voor de Eerste Wereldoorlog hadden verschillende militairen de ontwikkeling bepleit van gepantserde rupsvoertuigen als een logisch uitvloeisel van de vervanging van spierkracht door machinekracht. Ze konden hierbij steunen op enkele technologische ontwikkelingen die voorheen hadden plaatsgevonden, namelijk de uitvinding van de voorloper der rupsbanden door Richard Edgeworth in 1770 en het gebruik van tractoren met rupsbanden met een motor die gebruik maakte van stoom, tijdens de Krimoorlog (1853-1856).
Vanwege de hoge kosten had echter geen enkel leger zelfs maar een prototype vervaardigd. In 1903 kwam de Franse kapitein Levasseur met een plan voor een canon autopropulseur op rupsbanden. In 1907 probeerde in Engeland majoor Donoghue, om Roberts, de fabrikant van de Hornsbytractor, over te halen een gevechtsvoertuig te ontwikkelen op basis van zijn chassis, maar die weigerde. De plannen voor een Motorgeschütz opgesteld in 1911 door de Oostenrijkse luitenant Günther Burstyn, werden door zowel het Oostenrijks-Hongaarse als het Duitse leger met grote belangstelling ontvangen, maar er werden geen fondsen ter beschikking gesteld. In 1912 stuurde de Australiër Lancelot A. de Mole plannen voor een tank naar de Britse War Office, die echter verworpen werden. Vanaf maart 1913 werd er in Duitsland door een zekere Goebel een Landpanzerkreuzer ontwikkeld; dit monster van 550 ton was echter geen rupsvoertuig, maar werd geacht zich op gigantische ballen voort te bewegen.
Geleidelijk evolueerden commerciële legervrachtauto's in pantserwagens toen de troepen om zich te beschermen hun voertuigen voorzagen van geïmproviseerde pantserplaten. Vrachtautofabrieken begonnen daarna (vanaf 1902) speciale pantserwagens te produceren. Deze pantserwagens waren maar beperkt bruikbaar op het slagveld door hun geringe terreinvaardigheid.
In 1914 gebruikten alle partijen vanaf het begin van de oorlog dit soort pantserwagens, zo ook de Britten. Toen de fronten nog in beweging waren bewezen ze hun nut. Maar al snel verzandde de strijd in een loopgravenoorlog. In de herfst van 1914 kwam een Britse officier, majoor Ernest Dunlop Swinton (1868-1951), op het idee om gepantserde rupstractoren gepantserde sledes vol soldaten over de vijandelijke loopgraven heen te laten trekken. Onafhankelijk van hem kwam in 1915 de Franse kolonel Jean-Baptiste Eugène Estienne op precies hetzelfde idee. Swinton stuurde een nota aan zijn functioneel superieur, de secretaris van Defensie luitenant-kolonel Maurice Hankey. Deze stuurde eind december een memorandum aan het Comité of Imperial Defence, met als lid de First Lord of the Admiralty Winston Churchill. Churchill schreef op zijn beurt weer een nota aan premier Herbert Asquith, waarin hij de vaste verwachting uitsprak dat de Duitsers weldra met een soortgelijk wapen zouden komen (iets waarvoor overigens niet het minste bewijs bestond). Verontrust beval Asquith minister van oorlog Lord Kitchener een "Landships Committee" in het leven te roepen die de ontwikkeling van pantservoertuigen moest bestuderen. Dit was het begin van de ontwikkeling van de Mark I.
In december 1915 bouwden Swinton met zijn medewerkers, Albert Stern en Murray Sueter, een eerste prototype: Little Willie. Deze had kogelwerende bepantsering en was bewapend met twee machinegeweren. In januari 1916 was een grotere met geschut bewapende versie, Mother, ontwikkeld die in serieproductie gebouwd werd, ter misleiding "tank" genaamd alsof het zou gaan om mobiele waterreservoirs voor het slagveld in Irak: de Mark I. De marine-herkomst was terug te vinden in de kleur (scheepsgrijs) en in de uitrusting met (kleine) scheepskanonnen. Het Britse leger had hierdoor als eerste een werkende machine gereed voor inzet. Van de in totaal 49 machines die op de eerste dag, 15 september 1916, werden ingezet haalden slechts 32 de frontlijn en het merendeel hiervan werd al snel door de Duitsers uitgeschakeld.
De Mark I werd al snel opgevolgd door verbeterde typen (Mark II; Mark IV; Mark V; Whippet) en ook het Franse en Duitse leger kwamen na enige tijd - respectievelijk 1917 (Schneider) en 1918 (A7V) - met een soortgelijk apparaat.
Er waren echter ook uitvinders die in het begin van de Eerste Wereldoorlog onafhankelijk op hetzelfde idee gekomen waren. In 1915 waren dat in de Verenigde Staten Cleve F. Shaffer en E.M. Wheelock (welke laatste nog plannen naar Engeland opstuurde); in Italië kapitein Luigi Cassali, die door de Pavesi fabriek nog een prototype liet bouwen; in Rusland ingenieur A.A. Porokowskikow die de Wezdjechod maakte (een klein voertuig op een enkele rupsband), ingenieur V.D. Mendelejew, die een landkruiser van 170 ton ontwierp en N.N. Lebedenko, die de Tsaartank construeerde en in Oostenrijk Leo Steiner.

## Introductie
Op 15 september 1916 werden aan het westelijk front bij Flers en Courcelett tijdens de Slag aan de Somme voor het eerst tanks ingezet, de Britse Mark I. In het Lenteoffensief in maart 1918 kwamen de Duitsers met hun A7V. In april 1918 vond te Villers-Bretonneux de eerste gedocumenteerde tankslag plaats aan het westelijk front, waarbij door beide strijdende partijen tegelijkertijd tanks tegen elkaar werden ingezet.

## Ontwikkeling
De eerste tanks waren van het type box tank: een simpele doos van pantserstaal op rupsbanden waarin alles opeengepakt was. Men had nog niet goed nagedacht over wat een tank eigenlijk moest zijn — en men wist ook nog niet zo goed wat men er concreet mee wilde doen. Toen dat laatste meer doordacht werd door de Britten Martel en Fuller en de Fransman Estienne, volgde meteen de volgende fase in de tankontwikkeling in de gedaante van de Renault FT, de eerste moderne tank, met de motor achterin en een koepel bovenop. Hoewel de Entente grootse plannen had voor 1919 zouden de tanks de Eerste Wereldoorlog niet in dat jaar beëindigen; 1918 bracht de vrede toen er pas zo'n 8000 gemaakt waren.
In de jaren twintig viel de tankproductie vrijwel tot nul terug. Er was des te meer aandacht voor de kwaliteit, met name van het loopwerk. Ingenieurs maakten voor het eerst prototypes die snel waren en relatief betrouwbaar. Iedereen was het erover eens dat de tank hét wapen was van de toekomst. Maar men verschilde van mening over hoe die toekomst eruit zou zien en hoe snel hij zou komen. Voorlopig zou er geen geld zijn om hele nationale strijdmachten volledig te mechaniseren. Fuller meende dat men hierom pure tankeenheden moest creëren om deze zwakte uit te buiten. De meeste tactici waren echter van mening dat het beter was twee klassen tanks te bouwen; 'cavalerietanks' voor de bewegingsoorlog, en 'infanterietanks' voor de ondersteuning van de infanterie. Elke klasse moest weer uit lichte, middelzware en zware tanks bestaan. Dit onderscheid in tanks had verschillende redenen: ten eerste was het vanwege de toenmalige technologische beperkingen lastig om een pantservoertuig te ontwikkelen met een geheel bevredigend evenwicht tussen snelheid, rijbereik, vuurkracht en bepantsering. Ten tweede zou men zo tanks kunnen ontwikkelen die zo goed mogelijk aansloten bij de behoefte van een bepaald legeronderdeel.
Toen in de jaren dertig Stalin een wapenwedloop begon, gingen alle grote mogendheden over op de massaproductie van zulke gespecialiseerde tanks, behalve de Verenigde Staten, die bijna geen tanks maakten. De Sovjet-Unie richtte zich daarbij al gauw op de lichtere typen, de T-26 en de BT-serie, waarvan er tezamen bijna tweemaal zoveel geproduceerd werden (22.000) als alle andere tanks in de jaren dertig bij elkaar. De veel kleinere tankmacht van Duitsland bestond voornamelijk uit nóg lichtere tanks: de Panzerkampfwagen I en de Panzerkampfwagen II. De Duitsers waren daardoor wel gedwongen hun tanks apart te houden en ze te integreren met gemotoriseerde infanterie. Alleen Frankrijk beschikte over een effectieve hoeveelheid zware doorbraaktanks (Char B1 bis).

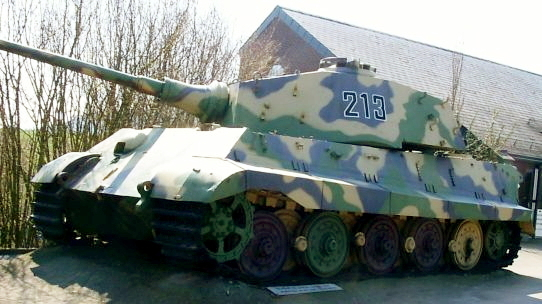
Een Panzerkampfwagen VII Tiger II H

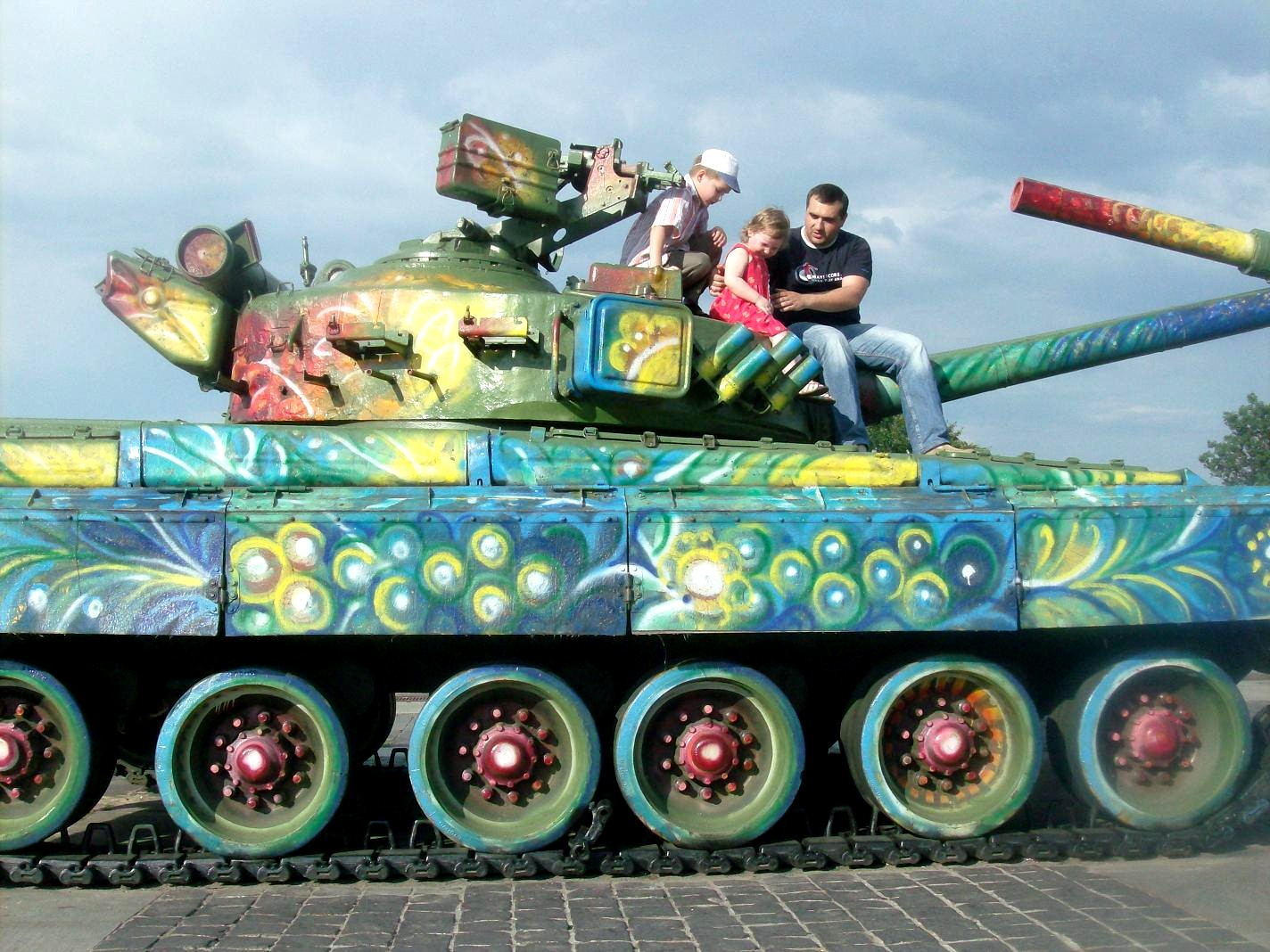
Beschilderde tank bij het Tweede Wereldoorlog-monument in Kiev, Oekraïne

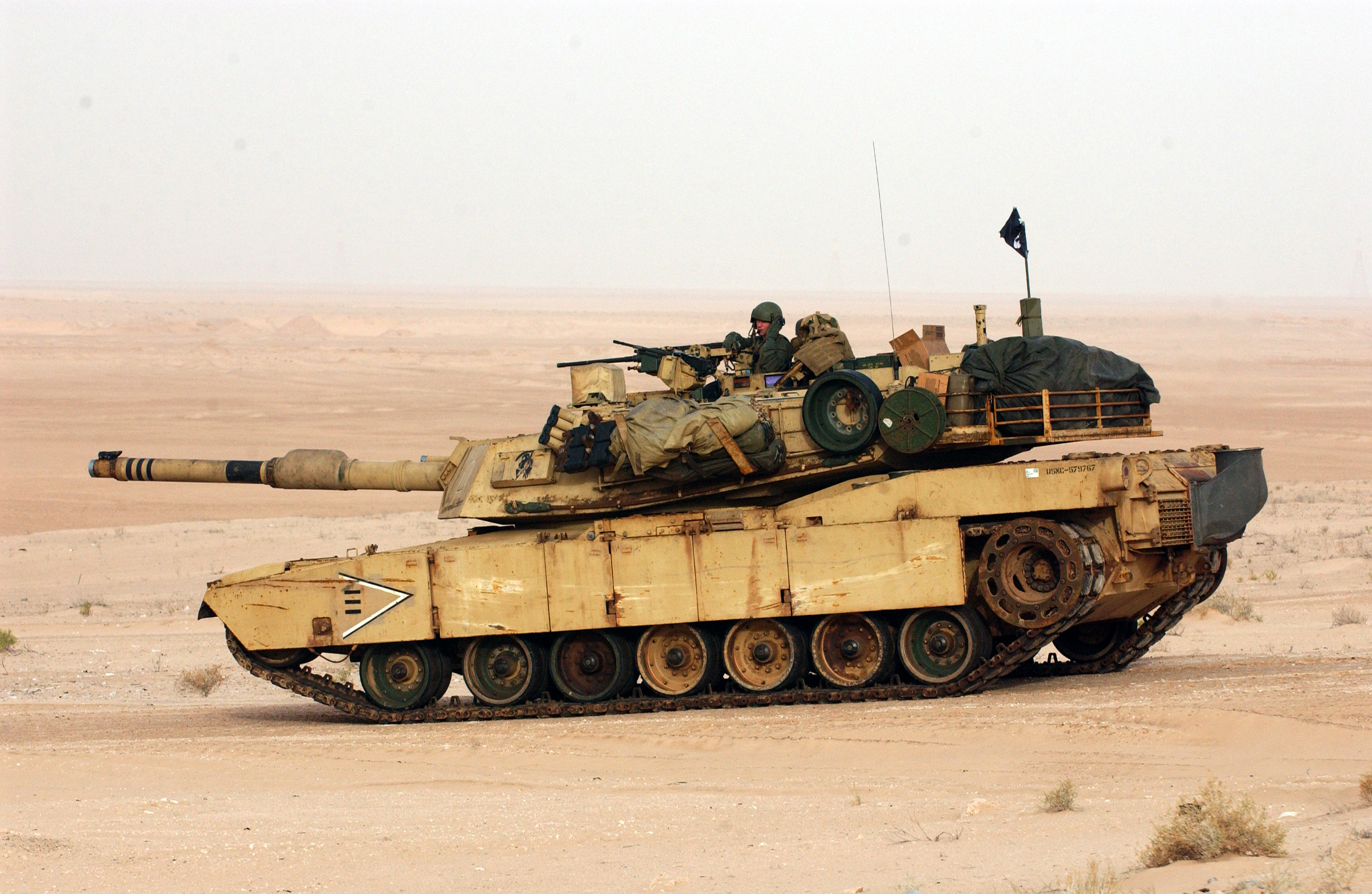
M1A2 SEP Abrams-tank

In het begin van de Tweede Wereldoorlog bleek dat de Duitse organisatie (gebaseerd op de ideeën van Fuller) superieur was en het mogelijk maakte om zowel grote infanterielegers door diepe strategische penetraties te verslaan als de vijandelijke pantserreserves te overtroeven met gecombineerde infanterie/tank-eenheden: de tactiek van de Blitzkrieg. Tegen die tijd hadden de Duitsers enige aantallen van de nieuwere Panzerkampfwagen III en Panzerkampfwagen IV in dienst genomen, al vormden tanks uit het geannexeerde Tsjechië een belangrijk deel van de pantsereenheden. Al met al waren de Duitse troepen uitgerust met lichter bewapende, lichter gepantserde tanks, in kleinere aantallen dan de geallieerden die zij onder de voet liepen.
De geallieerden reageerden hierop met de geforceerde massaproductie van nieuwe tankgeneraties (onder andere de T-34, M4 Sherman). Ook Duitsland ontwikkelde een nieuwe generatie tanks (Tiger I en Panther); echter, omdat de Duitse industrie stond op een hoge mate van kwaliteit, en men ook steeds zeer gespecialiseerde subtypes wilde produceren, liep de Duitse oorlogsmachine een achterstand op ten opzichte van de Geallieerden. Toen het de geallieerden in 1944 begon in te halen, was het te laat. Aan het eind van de oorlog waren er zo'n half miljoen pantservoertuigen geproduceerd, waarvan maar een tiende van Duitse makelij.
Na de oorlog waren er nog maar drie landen over die tanks produceerden: de Sovjet-Unie, de Verenigde Staten en het Verenigd Koninkrijk. Door deze drie werden alle moderne legers in de jaren vijftig gemechaniseerd. Hierdoor verloren de eigenlijke tanks hun speciale karakter, daar het hele leger nu met pantservoertuigen uitgerust was. Maar ze werden zelfs zó normaal dat ze de kern gingen vormen van iedere tactiek. Alles draaide nu om de tank, het gewone hoofdslagwapen, waarvan er zo'n 60.000 accumuleerden in de kleinere vredeslegers, terwijl in de oorlog de organieke sterkte van alle partijen tezamen de 25.000 nooit oversteeg. De kwalitatieve ontwikkeling verliep langzaam: tanks bleven ongeveer even zwaar; de Sovjets kwamen met kanonstabilisatie en waaduitrusting, de Amerikanen met afstandsmeters.
In de jaren zestig werd die ontwikkeling voltooid, toen er geen zware tanks meer gebouwd werden, maar inderdaad alleen nog Main Battle Tanks. Duitsland en Frankrijk begonnen weer zelf tanks te bouwen, de Leopard 1 en de AMX 30, die lichter waren dan de Britse Chieftain. Amerika verwaarloosde de kwantitatieve productie vanwege de kosten van de Vietnamoorlog, maar begon wel samen met Duitsland aan het zeer futuristische MBT-70-project, dat echter tot niets leidde. Het was de Sovjet-Unie die op voorsprong kwam met de T-64, een tank met afstandsmeter, gelaagd pantser, automatische lader en gladloopskanon voor het afvuren van subkaliberstaafmunitie.
Verontrust door de superioriteit van de Sovjettypes, gingen de westerse landen eind jaren zeventig over op de productie van modernere tanks, die zwaarder en dus beter gepantserd waren dan die van het Warschaupact en ook beschikten over hypermoderne vuurleidingssystemen met laserafstandsmeter en volledige stabilisatie: de Duitse Leopard 2, de Britse Challenger 2, de Amerikaanse M-1 Abrams en de Franse Leclerc. Ondertussen waren er vele nieuwe soorten antitankwapens verschenen. In de pers leidde dit tot berichten als zou de tank verouderd zijn. In feite werden er echter méér tanks gekocht om de grotere kwetsbaarheid te compenseren, de accumulatie liep op tot zo'n 200.000. Voor de tank zelf was er immers geen alternatief, omdat de hele legerorganisatie rond dit wapensysteem was opgebouwd. Antitankwapens bevestigden dit alleen maar.
Dit veranderde pas door het einde van de Koude Oorlog. Legers werden overgeschakeld op het uitvoeren van vredestaken. Daarvoor zijn tanks overbodig, en de productie ervan is vrijwel stilgevallen. Hoewel er nog wel nieuwe prototypes ontwikkeld worden, zijn er geen concrete plannen een heel nieuwe generatie tanks in dienst te nemen. De tankindustrie houdt zich nog op de been door de modernisering van bestaande tanks. Uitgefaseerde oudere tanks worden aan armere bondgenoten geschonken. Alleen de Derde Wereld schaft nog wel nieuwe tanks aan, met name China, dat zijn eigen productie niet heeft verminderd. De prototypen werden geoptimaliseerd voor het optreden in bewoonde gebieden en bergachtige gebieden. Daartoe moet het verticale bereik worden vergroot door een verbetering van de elevatie en moet het dak beter worden beschermd. In de VS leidde dit tot de M1A2 TUSK (Tank Urban Survival Kit), en het Duitse Krauss-Maffei heeft een Leopard 2-variant als studiemodel ontwikkeld, de Leopard 2 PSO (Peace Support Operations).

## Overzicht van tanks (onvolledig)

### Tanks uit deEerste Wereldoorlog
Duitse Keizerrijk
A7V, A7V-U, Leichter Kampfwagen I, K-Wagen
Frankrijk
Schneider, St Chamond, FT-17, Char 2C
Italië
Carro Fiat Tipo 2000, Carro Fiat Tipo 3000
Verenigd Koninkrijk
Mark I, Mark II, Mark III, Mark IV, Mark V, Mark VI, Mark VII, Mark VIII, Mark X, Flying Elephant, Whippet, Medium Mark B, Medium Mark C, Medium Mark D

### Tanks uit de Tweede Wereldoorlog
Canada
Ram tank, Grizzly I
Nazi-Duitsland
Panzerkampfwagen I, Panzerkampfwagen II, Panzerkampfwagen 35(t), Panzerkampfwagen 38(t), Panzerkampfwagen III, Panzerkampfwagen IV, Panzerkampfwagen V (Panther), Panzerkampfwagen VI (Tiger), Tiger II (ook Königstiger genoemd), Maus (prototype), E-100 (prototype), Ratte (concept), E-75, E-50
tankjagers: Panzerjäger I, Marder I, Marder II, Marder III, Jagdpanzer 38(t) (Hetzer), Sturmgeschütz III, Sturmgeschütz IV, Jagdpanzer IV, Nashorn, Sturer Emil (prototype), Jagdpanzer V (Jagdpanther), Ferdinand, Jagdpanzer VI (Jagdtiger), E-10, E-25
Frankrijk
AMR 33, AMR 35, AMC 34, AMC 35, SOMUA S35, Char 2C, Char D1, Char D2, Char D3, Char B1 bis, Hotchkiss H35, Renault R35, FCM 36, Char Batignolles-Châtillon, APX 35
Italië
L3/35, L6/39, L6/40, M11/39, M13/40, Carro Armato P 40
Hongarije
Toldi, 40 M Turan I, Turan II
Japans Keizerrijk
Type 89 Chi-Ro, Type 89 Yi-Go, Type 92 Jyu-Sokosha, Type 94 TK, Type 97 Chi-Ha, Type 97 Te-Ke, Type 95 Ha-Go, Type 97 Chi-Ha, Type 98 Ke-Ni, Type 1 Chi-He, Type 2 Ho-I, Type 2 Ke-To, Type 3 Chi-Nu, Type 3 Ka-Chi, Type 4 Ka-Tsu, Type 4 Ke-Nu, Type 5 Ke-Ho, Type 98B Ke-Ni Otsu
Polen
4TP, 7TP, 9TP, 10TP, 14TP
Roemenië
TACAM R-2, TACAM T-60
Sovjet-Unie
T-16, T-26, T-27, T-28, T-50, T-60, T-70/T-80, BT-1, BT-2, BT-5, BT-7, A-20, T-34, T-34-85, T-35, T-37, T-38, T-40, T-44, T-100 (prototype), IS-1, IS-2, IS-3, KV-1, KV-1S, KV-2, KV-3, KV-4, KV-85
tankjagers: SU-76, SU-85, SU-85B, SU-100, SU-100y, SU-122, SU-152, ISU-152
Tsjechoslowakije
Lt 35, Lt 38
Verenigde Staten
M3 Grant, M3 Stuart, M4 Sherman, M6, M24 Chaffee, M26 Pershing, M36 Jackson, M18 Hellcat, Sherman A4-D4 DD, M22 Locust, M2 Medium Tank, M2 Light Tank
Verenigd Koninkrijk
A34 Comet, Cromwell (A27), Churchill, Crusader, Matilda, Valentine, T.13, T.15, Mk VII Tetrarch, Centurion

### Tanks na de Tweede Wereldoorlog
ChinaType 59, Type 62, Type 63, Type 69, Type 79, Type 80, Type 85, Type 88, Type 90, Type 96, Type 98, Type 99, MBT 2000 (met Pakistan)
DuitslandMBT-70, Leopard 1, Leopard 2
FrankrijkAMX 13, AMX-30, AMX-32, Leclerc, AMX-40, AMX-50
IsraëlMerkava 1, Merkava 2, Merkava 3, Merkava 4, M60 Sabra
ItaliëOF-40, Ariete
JoegoslaviëM-84
Sovjet-Unie/RuslandT-40, Object 279, Object 368, Object 704, T-54/55, T-62, T-64, T-72, T-80, T-82, T-90, T-14 Armata, IS-4, IS-5, IS-6, IS-7 (Object 260), T-10 (IS-8), PT-76, Object 907
Verenigd KoninkrijkConqueror, Chieftain, Challenger 1, Challenger 2, Charioteer, FV4005, FV4202, Vijayanta, Vickers MBT Mark 3,
Verenigde StatenM42 Duster, M46 Patton, M47 Patton, M48 Patton, M60, MBT-70, M1 Abrams, XM8, Stingray I, Stingray II, M56 Scorpion, M50 Ontos, M551 Sheridan,
Zuid-KoreaK1, K2 Black Panther
JapanType 61, Type 74 (STB-1), Type 90